# Square du Vert-Galant
Square du Vert-Galant är en liten park, belägen på Île de la Cité i Paris 1:a arrondissement. Den invigdes 1607 och är uppkallad efter Henrik IV som var känd för att njuta av kvinnors sällskap; han fick därför smeknamnet Le vert galant.
På Square du Vert-Galant växer bland annat hästkastanj, idegran, asklönn, tårpil, robinia, ginkgo och perukbuske.